# Roberto Corro
Roberto Jaime Corro (Morón, Buenos Aires, Argentina, 7 de agosto de 1956) es un exfutbolista argentino. Jugaba de mediocampista y militó en diversos clubes de Argentina y Chile. En Chile tuvo un excelente paso, sobre todo porque fue parte del histórico plantel de Coquimbo Unido, que participó en la Copa Libertadores de América 1992.

## Clubes
| Club                      | País      | Año       |
| ------------------------- | --------- | --------- |
| Argentino Peñarol         | Argentina | 1977-1978 |
| Kimberley                 | Argentina | 1979      |
| San Lorenzo               | Argentina | 1980      |
| Unión San Vicente         | Argentina | 1981-1983 |
| Estudiantes de Río Cuarto | Argentina | 1984      |
| Racing de Córdoba         | Argentina | 1985      |
| Deportivo Maipú           | Argentina | 1986-1989 |
| Unión Española            | Chile     | 1989-1990 |
| Coquimbo Unido            | Chile     | 1991-1992 |
| Regional Atacama          | Chile     | 1993-1995 |
| Deportes Arica            | Chile     | 1996-1997 |
| Regional Atacama          | Chile     | 1998      |